# Oceania Rugby Cup 2022
El Oceania Rugby Cup de 2022 fue la novena edición del torneo de rugby de Oceanía.
El torneo se desarrolló en el PNG Football Stadium de Port Moresby, Papúa Nueva Guinea.

## Equipos participantes
- Selección de rugby de Islas Salomón
- Selección de rugby de Papúa Nueva Guinea (The Pukpuks)
- Selección de rugby de Vanuatu

## Posiciones
| Pos. | Equipo             | Encuentros | Encuentros | Encuentros | Encuentros | Tantos  | Tantos    | Tantos     | Puntos Bonus | Puntos Totales |
| Pos. | Equipo             | jugados    | ganados    | empatados  | perdidos   | a favor | en contra | diferencia | Puntos Bonus | Puntos Totales |
| ---- | ------------------ | ---------- | ---------- | ---------- | ---------- | ------- | --------- | ---------- | ------------ | -------------- |
| 1    | Papúa Nueva Guinea | 2          | 2          | 0          | 0          | 61      | 31        | +30        | 1            | 9              |
| 2    | Islas Salomón      | 2          | 1          | 0          | 1          | 45      | 37        | +8         | 2            | 6              |
| 3    | Vanuatu            | 2          | 0          | 0          | 2          | 28      | 66        | -38        | 0            | 0              |

Nota: Se otorgan 4 puntos al equipo que gane un partido, 2 al que empate y 0 al que pierda
Puntos Bonus: 1 punto por convertir 4 tries o más en un partido y 1 al equipo que pierda por no más de 7 tantos de diferencia

## Resultados
| 2 de noviembre | Papúa Nueva Guinea | 39 - 13 | Vanuatu |  |  |

| 6 de noviembre | Papúa Nueva Guinea | 22 - 18 | Islas Salomón |  |  |

| 10 de noviembre | Islas Salomón | 27 - 15 | Vanuatu |  |  |

| Bandera de Papúa Nueva Guinea |
| Campeón Papúa Nueva Guinea    |
| Sexto título                  |